# مگس‌های رقاص
مگس‌های رقاص (نام علمی: Hybotidae) نام یک تیره از راسته مگس است.